# Žvanut
Žvanut  je priimek več znanih Slovencev:
- Boštjan Žvanut, zdravstveni strokovnjak, prof. ZF UL
- Franc Žvanut (1912—1966), zdravnik travmatolog
- Katja Mahnič (r. Žvanut) (*1971), umetnostna zgodovinarka
- Maja Žvanut (r. Capuder) (*1948), (umetnostna) zgodovinarka, muzealka
- Mateja Žvanut (*1943), kemičarka
- Matija Žvanut (1832—1881), trgovec in kulturni delavec
- Miran Žvanut (*1969), jezuit, provincial
- Nataša Smolar Žvanut, biologinja, ekologinja
- Simona Žvanut (*1985), dr. filozofije, umetnostna zgodovinarka in literarna kompar., kustosinja za knjižno gradivo Loškega muzeja